# Dario Melnjak
Dario Melnjak (născut la 31 octombrie 1992) este un fotbalist croat care joacă pentru Çaykur Rizespor pe postul de fundaș stânga.

## Carieră
Melnjak și-a început cariera pentru echipa din ligile inferioare Nedeljanec, unde și-a petrecut cea mai mare parte a carierei sale de tineret, cu excepția a două sezoane în care a jucat pentru echipa sub 15 ani a lui Varteks Varaždin. După ce a debutat la echipa mare a Nedaljanecului în sezonul 2010-2011, s-a transferat la echipa West Zelina din Treća HNL, al treilea eșalon al fotbalului croat, unde a obținut promovarea la Druga HNL în sezonul 2011-2012. El a rămas titular în sezonul următor și s-a transferat la echipa de Prva HNL Slaven Belupo la începutul sezonului 2013-2014.
La 2 februarie 2015, Melnjak a semnat un contract cu echipa belgiană Sporting Lokeren pentru trei sezoane și jumătate.
La 20 iunie 2016, Melnjak a semnat un contract cu echipa din Prima Ligă Azeră Neftchi Baku, fiind cedat sub formă de împrumut. La 10 noiembrie 2016, Neftchi Baku și Lokeren s-au înțeles în privința întreruperii împrumutului lui Melnjak. În 2017 a ajuns la Domzale, iar în 2019 s-a transferat la echipa turcă Çaykur Rizespor. A fost convocat pentru prima dată la națională în 2019, pentru meciul din calificările la Euro 2020 cu Țara Galilor și pentru amicalul cu Tunisia.